# 王浚 (清朝)
王浚（1794年—1860年），直隸省宣化府萬全縣（今河北省萬全縣）人，清朝軍事將領，曾任職江南大營圍困太平天國天京。
王浚於清乾隆五十九年（1794年）生於直隸省宣化府萬全縣，出身行伍，嘉慶25年任直隸張家口協洗馬林堡外委，道光4年升任把總，5年任獨石口協松樹堡千總，18年任廣西提標前營守備，24年任湖南常德城守營都司，27年任廣東南韶連鎮左營遊擊，30年任陸路提標中軍參將、署南雄協副將，咸豐1年以守備用，2年以都司補用、賞花翎，3年任湖南鎮筸鎮標中營遊擊，4年任廣東雷州營參將，5年任廣東三江口協副將，7年任陝西陝安鎮總兵、加提督銜、賜號毅勇巴圖魯，咸豐9年任湖北提督，10年陣亡。